# Air Tahoma
Air Tahoma (mã ICAO HMA) là hãng hàng không vận chuyển hàng hóa của Hoa Kỳ, trụ sở ở Columbus, Ohio. Căn cứ chính của hãng ở Sân bay quốc tế Rickenbacker, Columbus, Ohio.

## Lịch sử
Air Tahoma được Noel Rude thành lập và bắt đầu hoạt động từ năm 1996 ở San Diego, sau đó dời về Indianapolis và năm 1998 dời về Columbus. Hãng có các tuyến đường chở hàng hóa theo hợp đồng trong Hoa Kỳ cũng như tới vùng Caribbe, México, Philippines và Việt Nam thông qua hãng FedEx Express.

## Các tuyến đường
- Miami tới Cancun và Merida (México)
- Miami tới Guatemala và San Pedro Sula (Honduras)
- Subic Bay (Philippines) tới Saigon
- Aguadilla (Puerto Rico) tới Port of Tây Ban Nha (Trinidad và Tobago)
- San Juan (Puerto Rico) tới các nước vùng Caribbe

## Đội máy bay
(Tháng 9/2007) :
- 8 Convair CV-580
- 3 Convair CV-240
- 1 BAe 146

## Tai nạn
- Ngày 13.8.2004, chuyếnbay 185 của Air Tahoma đã bị rớt khi sắp đáp xuống Sân bay quốc tế Cincinnati (chỉ cách phi đạo 1,25 dặm) khiến cho 1 nhân viên phi hành tử thương và viên phi công chính bị thương nhẹ